# La Neuville-aux-Joûtes
La Neuville-aux-Joûtes ist eine französische Gemeinde mit 351 Einwohnern (Stand: 1. Januar 2022) im Département Ardennes in der Region Grand Est (bis 2015 Champagne-Ardenne). Sie gehört zum Arrondissement Charleville-Mézières, zum Kanton Rocroi und zum Gemeindeverband Ardennes Thiérache.

## Geographie
Die Gemeinde liegt im 2011 gegründeten Regionalen Naturpark Ardennen nahe der Grenze zu Belgien. Umgeben wird La Neuville-aux-Joûtes von den Nachbargemeinden Signy-le-Petit im Norden, Nord- und Südosten, Brognon im Osten sowie von den in der Region Hauts-de-France, Département Aisne, gelegenen Gemeinden Any-Martin-Rieux im Südwesten und Watigny im Westen.

## Bevölkerungsentwicklung
| Jahr                       | 1962 | 1968 | 1975 | 1982 | 1990 | 1999 | 2006 | 2018 |
| -------------------------- | ---- | ---- | ---- | ---- | ---- | ---- | ---- | ---- |
| Einwohner                  | 479  | 451  | 392  | 325  | 353  | 353  | 360  | 358  |
| Quellen: Cassini und INSEE |      |      |      |      |      |      |      |      |

## Sehenswürdigkeiten

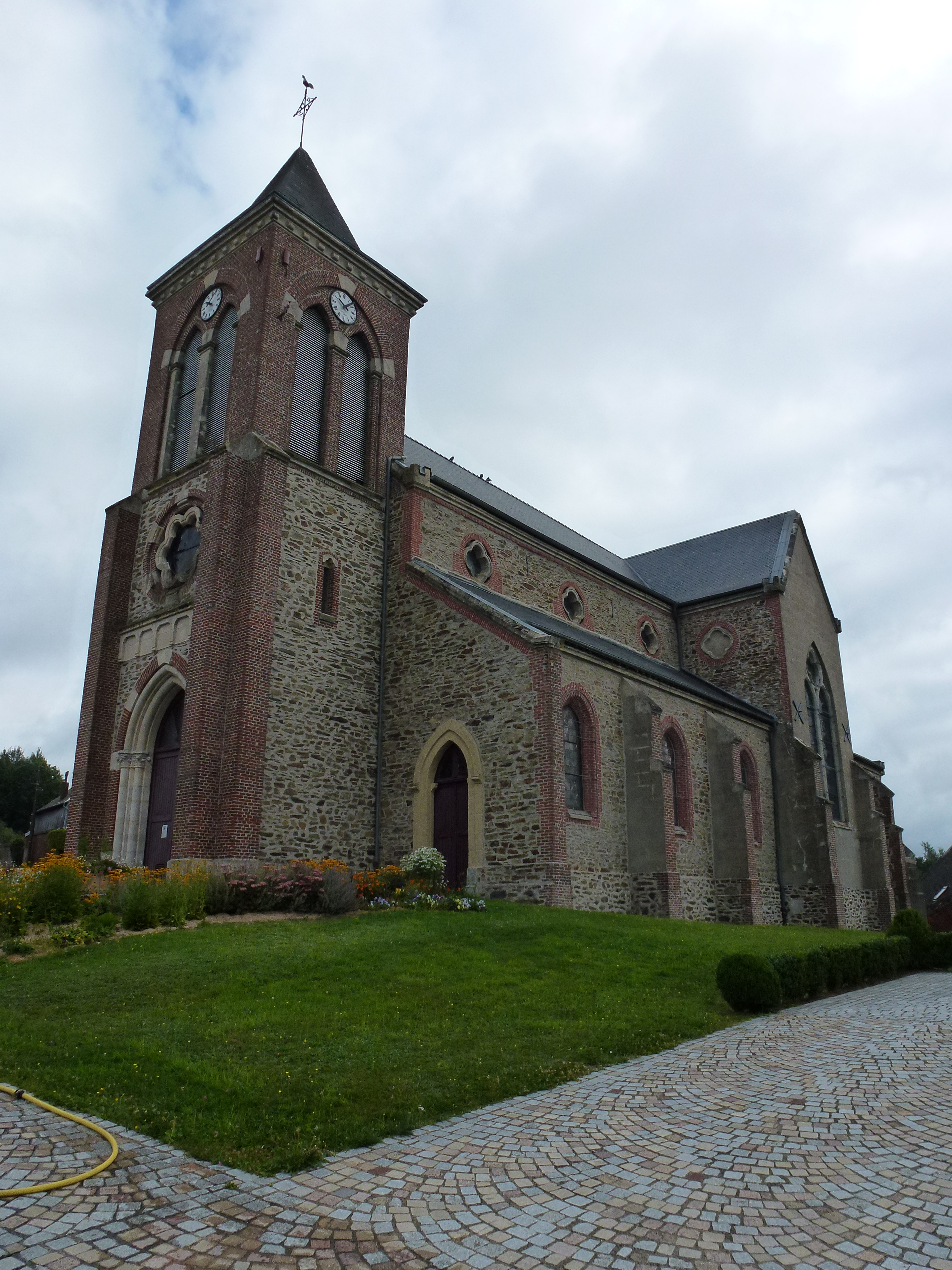
Kirche Saint-Nicaise

- Kirche Saint-Nicaise